# Oscar Miller (Papierfabrikant, 1862)
Oscar Miller (*  25. November 1862; † 5. April 1934 in Bern) war ein Schweizer Papierfabrikant, Kunstsammler, Mäzen, Donator, Autor und Politiker.

## Leben
Ernst Oscar Miller (Rufname Oscar) wurde geboren als Sohn des gleichnamigen Oscar Miller. Er besuchte die Kantonsschule in Solothurn. Er studierte Chemie am Polytechnikum Zürich und schloss mit dem Diplom ab. Als Nachfolger seines Vaters leitete er von 1887 (oder 1892) bis 1926 die Papierfabrik Biberist, ab 1893 zusammen mit seinem Schwager Gustav Eisenmann. 1887 heiratete er Caroline Elisabeth Sieber, die Tochter des Geschäftsführers aus der benachbarten Cellulosefabrik Attisholz. Von 1900 bis 1917 vertrat er die Freisinnig-Demokratische Partei im Kantonsrat von Solothurn. Er gehörte mehreren Verwaltungsräten an.
Miller baute ab 1896 eine bedeutende Sammlung zeitgenössischer Schweizer Kunst auf, die Werke von Cuno Amiet, Ferdinand Hodler, Hans Berger, Frank Buchser, Ernst Ludwig Kirchner, Otto Modersohn, Félix Vallotton, Otto Roos, Fritz Overbeck u. a. umfasste. Er war ein Förderer der Kunstmuseen Solothurn und Bern. Seine Sammlung befindet sich heute zum überwiegenden Teil im Kunstmuseum Solothurn. Dem Bildhauer Max Leu gab Miller den Auftrag für eine Porträtbüste. 
Miller gehörte der Künstlervereinigung Die Brücke an und unterhielt intensiven Kontakt mit den Künstlern. Er sagte: «Ich bin nicht ein so reicher Mann, dass ich mir eine Galerie anlegen kann von lauter erstklassigen Bildern. Es liegt mir auch nicht viel daran. Mich interessiert die Entwicklung eines Menschen…» Er verfasste diverse Schriften zum Thema Kunst.
Miller war Bürger von Biberist und der Vater des Solothurner Kunstmalers Werner Miller.

## Publikationen
- Comment j'ai acquis mes tableaux, comment j'ai appris à les comprendre et ce qu'ils me disent, 1903 (trad. Henry Spiess) dans La Voile latine n° 4 (1908) p. 49–61 et 90–104
- Von Stoff zu Form. Essays von Oscar Miller. 3. Auflage. Huber & Co., Frauenfeld 1907.
- Mein Verhältnis zur Kunst. Versuche von Oscar Miller. Huber & Co., Frauenfeld 1910.
- Etwas von dem was meine Bilder mich lehren. Biberist 1931.